# 卢诠
卢诠（？—593年7月28日），字子詧，范阳郡涿县（今河北省涿州市）人，出自范阳卢氏北祖帝师房，北周、隋朝官员。

## 生平
卢诠个性矫健敏捷，善于骑马射箭。天和三年（568年），卢诠出任右侍上士。天和六年（571年），卢诠加大都督，转任右旅贲上士。建德二年（573年），卢诠加号游击将军。建德五年（576年），周武帝亲征北齐， 卢诠跟随立下战功，封瘿陶县开国伯。大象二年（580年），卢诠加仪同大将军。开皇三年（583年），卢诠出任卫王杨爽的长史。开皇十三年六月廿四日（593年7月28日），卢诠在京城去世，同年某月十七日葬于咸阳县武安乡洪川里。

## 墓地和墓志
2018年12月至2019年1月，陕西省考古研究院在陕西省西咸新区空港新城底张镇陶家村西的农耕地内发掘了卢诠的墓葬。该墓葬位于234县道以南、机场城际铁路以西的空港新城KGTC-2018-008号储备地范围内，东距陶家村约200米。该墓或为夫妻二人同穴异棺葬，两棺原并排放置于棺床上，发掘时已朽，只在墓室西部填土中发现少量黑灰和残棺钉。两具人骨保存极差。从残存的骨骼分析，葬式均为仰身直肢葬，头南足北。西侧人骨残长1.4米，东侧人骨残长1.1米。该墓共出土随葬品158件（组），质地有陶、铜、铁、石、贝等。随葬器物的摆放可分为三组：第一组放置于甬道北部，包括墓室入口处的铁锁、铁泡钉、墓志、陶武士俑、陶镇墓兽、瓷豆、陶碗、陶杯等；第二组集中放置于墓室东壁下，为各类陶骑马俑、陶立俑；第三组放置于墓室西南壁下的棺床上，器类有陶骑马俑、陶立俑、陶质生活冥器及铜质、铁质生活器皿等。墓地出土墓志一合，原放置于甬道北端中部，青石质，正方形，由志、盖两部分组成。志盖盝顶，四立沿每边减地阴线刻二方连续横向波浪形绕枝忍冬花朵，四刹面减地阴线刻四神图案。盖顶面减地刻篆书阳文铭3行，行4字，共12字“大隋仪同瘿陶公卢君墓志铭”。盖边长47.5厘米、刹面宽5.8厘米、盝顶边长37.5厘米、高9厘米。志石四立沿每边各阴线刻三个火焰状桃形壸门，壸门顶为七内向连弧纹，壸门内减地阴线刻十二生肖动物图案，从下边立沿中心起顺时针排列。十二生肖足下嵌饰山峰纹。顶面阴刻模糊的细线棋盘格，纵横各24行列。楷书铭文24行，满行24字，共550字。志石边长47.5厘米、高9.5厘米。

## 家族

### 曾祖
- 卢辅，北魏秘书监、幽州刺史[2][3]

### 祖父
- 卢静，北魏咸阳郡太守、太仆卿、平州刺史[2][3]

### 父亲
- 卢辩，北魏尚书令，北周使持节、大将军、宗伯、沈国宪公[2][3]

### 兄弟
- 卢慎，复州刺史、范阳郡公